# Орлянский сельсовет
Орлянский сельсове́т — административно-территориальная единица (сельсовет) в Солнцевском районе Курской области.
Административный центр — село Орлянка, являющееся единственным населённым пунктом сельсовета.

## История
Орлянский сельский Совет возвратился к работе в феврале 1943 года, после освобождения района от немецкой оккупации.
До 1950 года было 4 колхоза: «Путь к социализму», «Красный партизан», «День Красной Армии», им Коминтерна. Решением райисполкома от 20 июля 1950 года эти колхозы были объединены в один колхоз «Путь к коммунизму», расположенный в населенных пунктах: с. Сеймица, с. Орлянка, зверосовхоз.
Решением райисполкома от 29 декабря 1962 года Орлянский сельсовет присоединен к Субботинскому сельсовету.
На основании решения Курского областного Совета народных депутатов от 31 июля 1992 года образован Орлянский сельсовет, в который вошло село Орлянка Субботинского сельсовета.
27 сентября 1992 года состоялись выборы депутатов Орлянского сельского Совета народных депутатов.
Законом Курской области от 15 августа 1996 года № 6-ЗКО на территории Орлянского сельсовета было образовано муниципальное образование Орлянский сельсовет.
На основании Указа Президента РФ от 9 октября 1993 года № 1617 "О реформе представительных органов власти и органов местного самоуправления в Российской Федерации" Орлянский сельский Совет народных депутатов прекратил свою деятельность с 1 ноября 1993 года.
На основании Закона Курской области от 16 августа 1996 года  № 6-ЗКО (в ходе муниципальной реформы 2006 года) муниципальное образование Орлянский сельсовет было наделено статусом сельского поселения.
Законом Курской области от 26 апреля 2010 года № 26-ЗКО муниципальное образование Субботинский сельсовет и муниципальное образование Орлянский сельсовет были преобразованы путём объединения в муниципальное образование Субботинский сельсовет.